# Look Again
"Look Again" je prva epizoda prve sezone serije Zločini iz prošlosti.

## Sinopsis
Detektivka Lili Raš dobija njen prvi slučaj, u vezi ubistva 13-godišnje Džil Šelbi, koja je ubijena u Filadelfiji, 1976, na teniskom terenu jedne vile, za vreme nekakve "parti" zabave. Pomoćnica u imućnoj porodici Bonita Džakarta, je odlučna svedočiti u slučaju ubistva mlade devojke, pa je Lili odlučna obnoviti ovaj slučaj. Iz ubistva su sumnjiva dvojica braća, koji nikad nisu bili optuženi za ikakav zločin. Lili odluči ispitati sve ljude, koji su poznavali Džil-njenu najbolju prijateljicu Melani, njenog prijatelja Toda Vitlija i njegovog problematičnog brata Erika, koji je zavisan o alkoholu. Lili je primorana dovesti porodicu Vitlijevih pred gotov čin, kako bi iz njih izvukla istinu, zbog zabrinute Džiline majke.

## Događaj
- Filadelfija, 1976

Noć je. Dve devojke šeću ulicom i odluče ići na "parti" zabavu. Tamo sluškinja Bonita Džakarta, govori dvojici braći da nesmu praviti nikakve parti zabave, ali Tod, jedan od braće, od nje radi samo budalu. Drugi brat zove Džil k njemu i poljube se. Kasnije zatečemo Džilino mrtvo zakrvavljeno telo na teniskom terenu.
- Filadelfija, 2003

Detektivi Lili Raš i Kris Lesing dolaze na mesto ubistva. Istragu vodi detektiv Nik Vera. Kasnije na policijskoj stanici, dolazi nekakva žena, koja hoće razgovarati s Lili, koja nije nešto oduševljena ovom posetom. Kasnije na stanicu dolazi i  Bonita Džakarta, koja hoće razgovarati s detektivkom Raš, o ubistvu koje je videla.
- Filadelfija, 1976

Bonita naveče čuje vrisak. Kroz prozor na njenoj sobi vidi, kako muškarac tuče devojku.
- Filadelfija, 2003

Bonita govori da nije zvala policiju, nego da je pošla na spavanje. Detektiv Vil Džefris govori da su iz ubistva sumnjiva dvojica braća, od kojih je jedan bio s Džil u vezi. Glavni sumnjivac je bio Tod Vitli, njen prijatelj, koji ju je tukao. Lili odluči slučaj na rešavanje dati Nik Veri, pošto joj ga je on "podmetnuo", ali Stilman joj govori da ga ipak ona reši. Kasnije, Lili odlazi na razgovor sa Džilinom majkom Evelin. Ponovo se susreće sa Džilinim prijateljem Todom i prijateljicom Melani, koji su se vrlo zbližili nakon Džiline smrti. Besna Lili se požali Stilmanu da Džilina majka ne želi da detektivi rešavaju slučaj a Lili je ostala zbunjena. Odluči razgovarati sa braćom Vitlijevih. Najpre će posetiti Erika, koji je nezaposlen a zatim će ići Todu, koji radi kao advokat i za kojeg se zna da je tukao Džil. Međutim Erik, ne može da govori ništa o ubistvu, pošto je on i njegov brat bio sumnjiv a najviše ne želi govoriti o tome kako je Tod tukao Džil. Lili ga pita kakva je bila Džil. Erik govori da je bila draga, dok su bili sami ali na javnošću, ga je uvek ignorisala.
- Filadelfija, 1976

Džil, Melani, Erik i ostali igraju flašu. Kad Džil, treba da poljubi Erika, izmisli izgovor da je on Todov brat. Erik ne odustaje i govori da je dvojicu već poljubila a Džil mu kaže da joj se danas gadi. Melani zato rado poljubi Erika.
- Filadelfija, 2003

Melani nije ponosna na svoje ponašanje a detektivi saznaju da je Erik voleo Džil. Lili odlazi Todu i saopštava mu da sa saznalo za njegovu vezu s Melani. Lili i naveče ostaje na poslu a Stilman joj saopštava da se javio inspektor, koji je išao u školu sa Todovim ocem. Kasnije dolazi i detektiv Vera, koji Lili saopštava da je zastigao pijanog Erika, pa odlazi za njim. U međuvremenu, na odeljenje dolazi Evelin na razgovor s Lili. Lili i Kris odlaze Čarliju, koji im govori.
- Filadelfija, 1976

Čarli je zaspao a budi se dok čuje kako se Tod i Erik svađaju. Tod drži krvav reket za tenis a Erik se žali na prljavu bundu, koju je Tod imao na sebi. 
- Filadelfija, 2003

Lili odlazi Melani i saopštava joj da su videli Toda sa pištoljem. Melani je razorena i govori Lili da se Tod i Erik svađaju,a Tod je Erikovi rekao da se kloni njihove tetke Tabi, koja živi na mestu gde su oni nekada živeli. Lili odluči braniti Melani i njenu decu. Lili naveče ide kući a slučajno sretne Toda, koji je pita za Melani. Tod je besan na Melani, oslovljava je kučkom i govori gde se sakrila. Tad se Lili pokazuje kao heroj-govori Todu da ga se neplaši i da će završiti u pritvoru. Osim toga, mu Lili govori da zna za skrovište kod tetke Tabi. Tod za sve okrivljava brata, nađe ga u baru i govori mu da je brat dao izjavu protiv njega. Ubio je Džil zato što ga je ponizila-okrivila ga je da je špiunirao nju i Erika dok su se ljubili.  Bundu je na sebi imao Tod a zakopao ju je u vrtu.
- Filadelfija, 1976

Erik i Džil se ljube na teniskom terenu, gde ih uhvati Tod. On i Džil se počinju svađati i spocenjivati jednog drugoga. Tod je udari, baci ka ogradi i počinje udarati reketom za tenis. Džil moli Erika za pomoć, ali on nije sposoban za to.
- Filadelfija, 2003

Erik sve govori na odeljenju, u vrtu iskopavaju reket s kojim je Tod izudarao Džil a Lili uhapsi i Erika i Toda. Zatim dolaze pred odeljenje, gde su novinari, Melani, Evelin, Bonita i ostali. Epizoda završava, kad pokisnuta Lili ugleda Džilinog duha među ljudima.